# Айело Калабро
Айѐло Ка̀лабро (на италиански: Aiello Calabro) е село и община в Южна Италия, провинция Козенца, регион Калабрия. Разположено е на 502 m надморска височина. Населението на общината е 1857 души (към 2012 г.).